# Södra Törnskogens naturreservat
Södra Törnskogens naturreservat är ett naturreservat i Sollentuna kommun i Stockholms län.
Området är naturskyddat sedan 2010 och är 471 hektar stort. Reservatet omfattar ett större skogsparti öster om Norrviken. Reservatet består av gammal granskog, ädellövskog och blandskog.